# 紀の川インターチェンジ

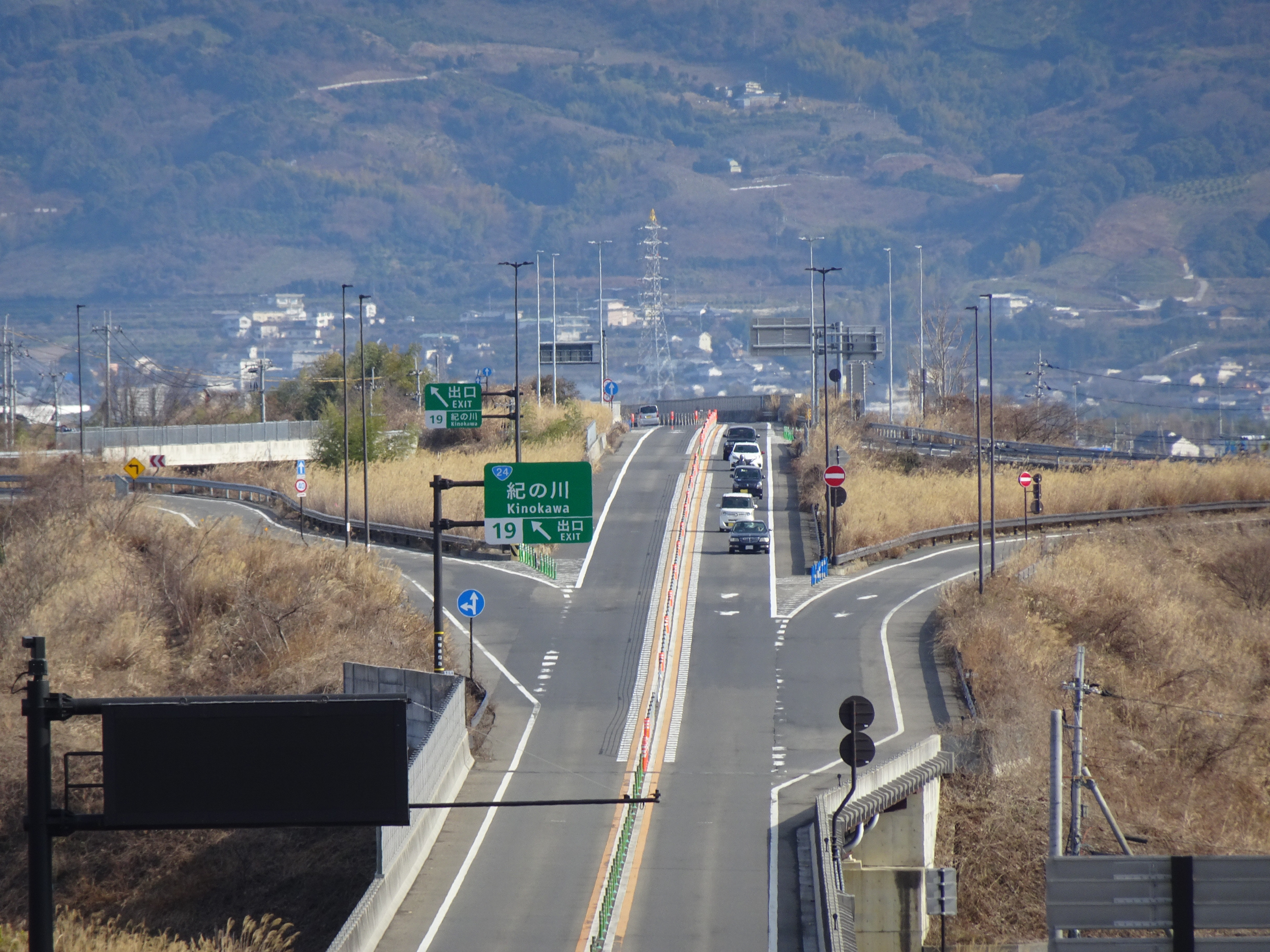
出入口付近（和歌山JCT方面側から撮影）

紀の川インターチェンジ（きのかわインターチェンジ）は、和歌山県紀の川市にある京奈和自動車道のインターチェンジである。
紀の川市内の紀ノ川広域農道と、和歌山県道62号泉佐野打田線の交差する重行（しげき）周辺に位置する。県道泉佐野打田線は、関西空港自動車道の泉佐野JCT・上之郷IC付近まで最も近い道路であり、途中に犬鳴山温泉などの名所がある。

## 歴史
- 2013年（平成25年）10月17日 : IC名称を、「打田IC」（うちた、仮称）から「紀の川IC」に正式決定[1]。
- 2014年（平成26年）3月30日 : 紀北かつらぎIC - 紀の川IC間 開通に伴い供用開始[2]。
- 2015年（平成27年）9月12日 : 紀の川IC - 岩出根来IC間 開通[3]。
- 2023年（令和5年）12月5日 : インター内の路面にひびが見つかり当面の間利用停止となる[4]。後日、路面の変状は隣接する池の水を抜いたことが引き金である可能性が報告された[5]。
- 2024年（令和6年）12月12日 : 出入口の通行止めが解除[6]。

## 周辺
- 北勢田ハイテクパーク
- 紀の川市役所
- 打田駅（JR和歌山線）

## 接続する道路
- 和歌山県道62号泉佐野打田線

## 料金所
無料区間のため設置されていない。

## 隣
E24京奈和自動車道（紀北東道路）
(18)紀の川東IC - (19)紀の川IC
E24京奈和自動車道（紀北西道路）
(19)紀の川IC - (20)岩出根来IC/TB

## 関連記事
- 日本のインターチェンジ一覧 か行